# Alexandre Nikolaïevitch Golitsyne
Pour les autres membres de la famille, voir Golitsyne.
Le prince Alexandre Nikolaïevitch Golitsyne, né le 19 décembre 1773, mort le 4 décembre 1844 était un homme politique russe. Il fut procureur du Saint-Synode en 1818, ministre de l'Instruction publique et du Culte du 10 août 1816 au 15 mai 1824, président du Conseil d'État de 1838 à 1841, chancelier des ordres russes.

## Biographie

### Formation
Il devient membre de l'Académie impériale de Russie en 1806.

### Le ministère de l'Instruction publique et des cultes
Homme politique aux idées conservatrices, Alexandre Nikolaïevitch Golitsyne servit deux tsars : Alexandre Ier de Russie sous lequel il fut procureur du Saint-Synode et ministre de l'Instruction publique et du Culte. 
L'exercice de ses fonctions fut caractérisé par la conjonction des sphères civiles et religieuses, à une époque où  l'idée d'un "christianisme universel" régnant sur la chose publique dominait, comme en témoigne le projet de la Sainte-Alliance. En tant que procureur en Chef du Saint-Synode, Golistyne était ainsi locum tenens du patriarche de Moscou.
C'est surtout par le Ministère des Affaires religieuses et de l'éducation (1817), créé par et pour lui, et dissous après sa mort, qu'il put s'illustrer. 
Il fut l'instigateur d'une campagne de propagande en faveur de l'Église, incitant à renforcer les besoins religieux des masses et à former un clergé cultivé et issu des hautes sphères de la société, alors que Catherine II avait cantonné la fonction religieuse aux classes moyennes et populaires.
Il obtint que le divorce soit rattaché aux affaires religieuses et non civiles
Sous Nicolas Ier de Russie, le prince ordonna une enquête sur une éventuelle participation des francs-maçons lors du soulèvement des Décembristes du 14 décembre et 15 décembre 1825.
En 1838, Nicolas Ier de Russie le nomma Président du Conseil d'État, poste qu'il conserva jusqu'en 1841. Il se retira de la vie publique l'année suivante. Il est enterré au cimetière du monastère Saint-Georges de Balaklava en Crimée.

## Idées
Confident du tsar, il occupa la place qu'aurait dû avoir le président du Saint-Synode et partageait ses points de vue avec le tsar. Avant le départ du tsar pour Taganrog, le prince Golitsyne lui conseilla d'écrire son testament, Alexandre Ier lui répondit : « Remettons-nous en à Dieu, il saura mieux ordonner les choses que nous autres mortels ».
Georges Florovsky décrit son rapport à la foi dans ces termes: « C'était un homme des Lumières converti à l'âge adulte; en lui la sensibilité s'unissait à une certaine insensibilité, à une sécheresse de l'intelligence. (…) Sa dictature du cœur fut insupportable, car elle était faite de fanatisme et de compassion méprisante. Il s'était converti à un « christianisme universel », à une religion de l'imagination et des émois du cœur qui, dans la vie de l'Église, ne prisait et ne comprenait que les symboles et le caractère imposant et mystérieux des rites » 

## Sources
- Georges Florovsky, Les Voies de la théologie russe, Paris, 1937; trad. et notes de J.C. Roberti, Paris, Desclée de Brouwer, 1991, p. 185-189